# Intermare Sarda
La Intermare Sarda è stata una società del gruppo Eni, che si occupa di fabbricare particolari strutture utilizzate nel campo dell'estrazione degli idrocarburi.
Essa è organizzata come società per azioni, e fa parte delle società del gruppo Saipem, come la Snamprogetti e la Sonsub.
Questa società venne fondata nel 1972 dalla Saipem, la quale ne è proprietaria.
Nacque per venire incontro a particolari esigenze, ossia costruire parti meccaniche da installare sulle piattaforme di produzione del petrolio o del gas naturale, o addirittura occuparsi della fabbricazione dell'intero impianto.
A differenza delle altre società del gruppo ENI, che possiedono, costruiscono, e dirigono diversi cantieri in molte parti del Mondo, l'Intermare ne ha solo uno.
Esso si trova nei pressi della cittadina sarda di Tortolì - Arbatax, da qui il suo nome.
Nonostante non sia una delle società più conosciute del gruppo, è molto rinomata nell'ambiente dell'estrazione di petrolio e gas naturale, in quanto ha accumulato oltre trent'anni d'esperienza nel settore della costruzione di grandi impianti.
Questo le ha permesso di divenire uno dei leader mondiali in questo genere di fabbricati e, oltre ad aver realizzato strutture per il gruppo ENI, ha lavorato anche per altre grandissime industrie quali ELF, Mobil e Chevron.
La società è stata incorporata per fusione nel 2010 nella Società SES S.p.a. (Saipem Energy Services) e quindi con successiva incorporazione in Saipem S.p.a..
La attuale Intermare Fabrication Yard di Arbatax, rappresenta il cantiere di costruzione offshore e onshore in Italia di Saipem.